# 486958 Arrokoth
486958 Arrokoth (designato nell'ambito della missione New Horizons come PT1 o 11, anche noto con la sua designazione provvisoria (486958) 2014 MU69 o con il soprannome informale di Ultima Thule) è un asteroide binario a contatto situato nella fascia di Kuiper. Scoperto nel 2014, presenta un'orbita caratterizzata da un semiasse maggiore pari a 44,5813998 au e da un'eccentricità di 0,0417249, inclinata di 2,45116° rispetto all'eclittica.
È stato selezionato nell'agosto del 2015 quale obiettivo per un sorvolo ravvicinato da parte della sonda spaziale New Horizons della NASA; manovra eseguita con successo il 1º gennaio 2019 alle ore 06:33 (ora italiana).

## Scoperta
L'oggetto fu scoperto il 26 giugno 2014, durante le osservazioni effettuate con il Telescopio spaziale Hubble da Marc W. Buie e dalla squadra della missione New Horizons allo scopo di individuare oggetti della fascia di Kuiper potenzialmente raggiungibili dalla sonda New Horizons nella fase successiva all'esplorazione di Plutone. Le osservazioni iniziarono nel giugno 2014 e continuarono fino ad agosto. La peculiarità della scoperta indusse l'IAU a derogare rispetto alle normali regole di assegnamento dei crediti delle scoperte, riconoscendo oltre all'astronomo Buie anche un intero team di ricerca.
Al momento della scoperta gli venne assegnata la denominazione preliminare di 1110113Y, e la sua esistenza non fu rivelata fino all'ottobre 2014. Non gli fu assegnata una denominazione provvisoria a causa della scarsità di informazioni al suo riguardo fino al marzo del 2015, quando il Minor Planet Center gli assegnò la denominazione 2014 MU69. L'acquisizione di ulteriori dati sui parametri orbitali ha portato all'assegnazione anche del numero sequenziale nel marzo del 2017. Questo processo di numerazione ha derogato alla regola generale che richiede osservazioni distinte compiute in diverse opposizioni del corpo celeste.
Il nome scelto per l'asteroide riprende la parola che indica il cielo nel linguaggio dei Powhatan, i nativi americani che abitavano la zona della baia di Chesapeake nelle cui vicinanze sorgono le strutture con cui l'oggetto è stato studiato. Il lobo di dimensioni maggiori è stato denominato Wenu, quello di dimensioni minori Weeyo.

## Obiettivo della New Horizons
Il 15 ottobre 2014 furono annunciati tre potenziali oggetti che avrebbero potuto essere osservati dalla sonda New Horizons, identificati in quel momento come PT1, PT2 e PT3. Erano tutti e tre oggetti ghiacciati, ma comunque molto diversi da Plutone. Il loro diametro stimato variava dai 30 ai 55 km e la distanza dal Sole intorno alle 43-44 au. Le possibilità iniziali di raggiungerli senza dover ricorrere a manovre di correzione di rotta erano, rispettivamente, 100%, 7% e 97%. Il sorvolo di PT1 sarebbe stato preferibile per la posizione, mentre quello di PT3 per la sua grandezza e luminosità, maggiori di quelle del primo.
Il 28 marzo 2015 furono pubblicati degli aggiornamenti riguardo ai tre oggetti, cui furono assegnate la denominazioni provvisorie: 2014 MU69, 2014 OS393 e 2014 PN70 per PT1, PT2 e PT3 rispettivamente. Nell'agosto del 2015, 2014 MU69 venne selezionato come obiettivo della missione, la cui estensione, tuttavia, rimaneva subordinata ad un'approvazione definitiva, poi data da parte della NASA nel corso del 2016.
Nel marzo 2018, nell'ambito di un coinvolgimento popolare, la NASA ha scelto di chiamare Ultima Thule l'obiettivo di sorvolo finale, a simboleggiare, come per la mitica isola, il raggiungimento esplorativo di confini mai raggiunti prima. Successivamente al sorvolo è stato scelto un nome formale sottoposto all'Unione Astronomica Internazionale come oggetto binario.
La sonda New Horizons ha raggiunto e sorvolato 2014 MU69 il 1º gennaio 2019, alle ore 06:33 (ora italiana); si tratta del sorvolo ravvicinato più lontano nella storia delle esplorazioni spaziali. Dopo le prime immagini a bassa risoluzione riprese dalla fotocamera LORRI e inviate alla Terra nei giorni seguenti al fly-by, sono stati previsti circa 20 mesi per la ricezione completa dei dati immagazzinati dalla sonda durante il sorvolo ravvicinato.